# Ridere per ridere
Ridere per ridere (The Kentucky Fried Movie) è un film del 1977 diretto da John Landis.
Seconda regia di John Landis dopo Slok (in una scena del film, quella del cinema con supereffetti speciali, si può scorgere la locandina proprio di Slok) e prima sceneggiatura cinematografica del trio Zucker-Abrahams-Zucker (fino ad allora attivi solo a teatro), si tratta di un film comico-demenziale ad episodi, diventato negli anni un cult e antesignano dei futuri successi di tale genere, come la serie de L'aereo più pazzo del mondo e quella di Una pallottola spuntata.
Nonostante gli autori fossero all'epoca sostanzialmente sconosciuti nell'ambiente, nel film troviamo molti cameo di noti attori, specie all'epoca, come George Lazenby, Bill Bixby, Donald Sutherland e Henry Gibson.

Non è presente però, come da molti erroneamente creduto, Woody Allen: nello sketch Danger Seekers, parodia dei documentari su imprese pericolose, il protagonista è interpretato da Robert Starr, in effetti molto somigliante ad Allen. La confusione è stata certamente voluta dagli autori, dato che Starr nella gag viene presentato come "Rex Kramer detto Woody" e accreditato come "Woody" nei titoli di coda del film.
Seguito ideale del film è considerato Donne amazzoni sulla Luna del 1987, opera corale molto simile come stile e che vede tra i registi lo stesso John Landis.

## Trama
Il palinsesto di una surreale emittente televisiva locale fa da cornice ad una serie di sketch improntati all'insegna della più assoluta demenzialità: si susseguono breaking news assurde, programmi con ospiti improponibili, pubblicità folli, trailer surreali di film dei generi più in voga negli anni '70 (come blaxploitation, film catastrofici e porno softcore).
Nella parte centrale è presente l'episodio più lungo, un B-movie intitolato A Fistful of Yen, facente il verso al filone Kung-fu e al film di Bruce Lee I 3 dell'Operazione Drago, mentre il titolo è una parodia di A Fistful of Dollars (Per un pugno di dollari).
I film presentati nei finti trailer risultano tutti prodotti da Samuel L. Broncowitz (nome di fantasia ricavato dalla contrazione di quelli di due famosi produttori realmente esistiti, Samuel Bronston e Joseph L. Mankiewicz): proprio da qui deriva il nome del gruppo comico italiano Broncoviz.